# Bureschias
Bureschias är ett släkte av steklar. Bureschias ingår i familjen brokparasitsteklar.
Kladogram enligt Catalogue of Life:
| Bureschias | \| \| Bureschias subcylindricus \| \| \| \| \| \| Bureschias tuberosus \| \| \| \| |
|            | \| \| Bureschias subcylindricus \| \| \| \| \| \| Bureschias tuberosus \| \| \| \| |
|            | Bureschias subcylindricus                                                          |
|            |                                                                                    |
|            | Bureschias tuberosus                                                               |
|            |                                                                                    |